# Katarina Krpež Slezak
Katarina Krpež Slezak (serbisk: Катарина Крпеж: født d. 22. maj 1988) er en tidligere serbisk håndboldspiller, der repræsenterede Serbiens kvindehåndboldlandshold.